# Ionel Gherea
Ionel Gherea, numele la naștere, Ioan Dobrogeanu-Gherea ori Ion D. Gherea (uneori cunoscut sub forma de J. D. Ghéréa - n. 1895, Ploiești, România – d. 5 noiembrie 1978, București, România), a fost filozof, eseist, scriitor și pianist de concert român. Unul din cei doi fii ai lui Constantin Dobrogeanu-Gherea, cunoscut teoretician și critic al marxismului, și fratele lui Alexandru "Sașa" Gherea, Ionel/Ioan nu fusese interesat deloc de politică, fiind mult mai interesat de artă, estetică și muzică, pe care o practica la nivel profesionist, ca pianist concertist de muzică clasică.
De aceea legătura dintre cumnatul său, Paul Zarifopol, și el fusese foarte puternică. În tinerețea sa, Zarifopol l-a introdus lui Ion Luca Caragiale și familiei acestuia. Debutul literar a lui Gherea ca scriitor s-a produs în 1920, printr-un roman scris împreună cu Luca Caragiale, singura sa contribuție la acest gen literar.
Beneficiind de succese muzicale interne, fiind acompaniatorul la pian a lui George Enescu pentru o bună perioadă de timp, Gherea a fost de asemenea un respectat eseist literar un cunoscut fenomenolog, ontolog și filozof al artei. Prietenia sa îndelungată cu filozoful Constantin Noica fiind o dovadă a conexiunii aparent inedite dintre doi oameni atât de diferiți. Un anti-autoritarian, Gherea a fost „pus la index” în anii duri 1950 ai socialismului stalinist ce guverna România timpului, dar a fost „reabilitat” în anii 1960 ca memorialist ș traducător, excelând în traducerea operelor lui Nietzsche.